# VII Dom Studenta Politechniki Łódzkiej
VII Dom Studenta Politechniki Łódzkiej – budynek w Łodzi. Jest najwyższym akademikiem Osiedla Akademickiego Politechniki Łódzkiej, a jednocześnie najwyższym domem studenckim w Łodzi. Akademik zapewnia pokoje dla 450 studentów, mieszkających w 210 pokojach jedno- i dwuosobowych.
Na budynku zlokalizowany jest nadajnik Studenckiego Radia „Żak” Politechniki Łódzkiej.